# Colleen Moore
Colleen Moore, właśc. Kathleen Morrison (ur. 19 sierpnia 1900 w Port Huron, zm. 25 stycznia 1988 w Paso Robles) – amerykańska aktorka i pisarka. Zagrała w około 100 filmach (głównie niemych), była ikoną stylu w latach 20. XX wieku.

## Życiorys
Urodziła się w 1900 r. w Port Huron, w rodzinie klasy średniej. Od dzieciństwa fascynowała się aktorstwem i zbierała wycinki prasowe na temat swoich ulubionych gwiazd, pisywała do nich listy oraz wystawiała amatorskie przedstawienia teatralne dla dzieci z sąsiedztwa. Wykształcenie zdobywała w prywatnych szkołach oraz w konserwatorium muzycznym w Detroit. 
W świat filmu wkroczyła jako nastolatka, zaczynając od grania jako statystka. Zanim jednak studio ją zatrudniło, sprawdzono czy fakt, że ma oczy różnego koloru (jedno niebieskie, drugie brązowe) nie będzie widoczny na zdjęciach (w przyszłości ta cecha – choć niewidoczna na taśmie filmowej – stała się jej znakiem rozpoznawczym i budziła duże emocje u wielbicieli). 
Jej kariera rozkwitła po występie w filmie Flaming Youth w 1923 r., po którym Colleen Moore stała się ikoną stylu – jej charakterystyczny bob z długą grzywką stał się modny i naśladowany przez kobiety. Film ten zaszufladkował też Moore jako odtwórczynię ról flapperek; trudno jej było przełamać ten wizerunek.      
W drugiej połowie lat 20. była bardzo popularna, zarabiała 12500$ tygodniowo. Problemy pojawiły się wraz z nadejściem ery kina dźwiękowego. Pojawienie się dźwięku wymagało od aktorów zmiany techniki grania, co dla wielu było trudne. Aby poradzić sobie z nowym rodzajem filmu, Moore uczęszczała na lekcje, mające podnieść jej umiejętności posługiwania się głosem. Swój pierwszy film dźwiękowy zagrała w 1929 r. (Smiling Irish Eyes), ale nie był on (zdaniem samej aktorki) obrazem udanym. Moore przerwała pracę w filmie na rzecz grania w teatrze. W 1933 i 1934 ponownie występowała w filmach, ale bez większego sukcesu.         
W 1934 r. przeszła więc na emeryturę. Napisała trzy książki – swoją autobiografię Silent Star (1968), poradnik inwestycyjny How Women Can Make Money in the Stock Market oraz książkę Colleen Moore’s Doll House. Zajmowała się też działalnością charytatywną – urządzała wystawy swojego domku dla lalek, wykonanego w latach 20. XX wieku za 470 000 dolarów i wyposażonego w elektryczność, bieżącą wodę itp. Zyski z wystaw przekazywane były na cele dobroczynne. Emeryturę spędziła na swoim ranczu pod Templeton w Kalifornii. Zmarła 25 stycznia 1988 r. na nowotwór.   
Mężem aktorki był producent filmowy John McCormick. Moore rozwiodła się z nim w 1929 r. z powodu jego alkoholizmu.        

## Wybrana filmografia
- The Prince of Graustark (1916)
- The Bad Boy (1917)
- An Old Fashioned Young Man (1917)
- The Little American (1917)
- The Savage (1917)
- Hands Up! (1917)
- A Hoosier Romance (1918)
- Mała sierotka Annie (1918)
- The Busher (1918)
- Man in the Moonlight (1919)
- The Egg Crate Wallop (1919)
- Common Property (1919)
- Rzymski skandal (1919)
- The Devil's Claim (1920)
- When Dawn Came (1920)
- So Long Letty (1920)
- Her Bridal Night Mare (1920)
- The Cyclone (1920)
- The Lotus Eater (1921)
- The Sky Pilot (1921)
- His Nibs (1921)
- Come On Over (1922)
- The Ninety and Nine (1922)
- Forsaking All Others (1922)
- The Wall Flower (1922)
- Zerwane łańcuchy (1922)
- Look Your Best (1923)
- The Nth Commandment (1923)
- Slippy McGee (1923)
- April Showers (1923)
- Flaming Youth (1923)
- Złamane serce Broadwayu (1923)
- Through the Dark (1924)
- Doskonały podlotek (1924)
- Flirting with Love (1924)
- Painted People (1924)
- So Big (1924)
- Ben-Hur (1925)
- Pustynny kwiat (1925)
- We Moderns (1925)
- Irene (1926)
- Ella Cinders (1926)
- It Must Be Love (1926)
- Twinkletoes (1926)
- Orchidee i gronostaje (1927)
- Her Wild Oat (1927)
- Naughty But Nice (1927)
- Happiness Ahead (1928)
- Nieśmiertelna miłość (1928)
- Oh Kay! (1928)
- Synthetic Sin (1929)
- Roześmiane irlandzkie oczy (1929)
- Za kulisami kabaretu (1929)
- Why Be Good? (1929)
- Władza i chwała (1933)
- Turn Back the Clock (1933)
- The Social Register (1934)
- Szkarłatna litera (1934)
- Sukces za każdą cenę (1934)